# 殭屍電腦
殭屍電腦（英語：Zombie computer），簡稱「殭屍（zombie）」，又称「肉雞」（諧音「肉機」）或「傀儡機」，是指接入互联网受恶意软件感染后，受控于黑客的电脑。其可以随时按照黑客的命令与控制（C&C, command and control）指令展开拒绝服务（DoS）攻击或发送垃圾信息。通常，一部被侵佔的電腦只是殭屍網路裡面眾多中的一个，會被用來去運行一連串的或遠端控制的惡意程序。一般電腦的擁有者都沒有察覺到自己的系統已經被「殭屍化」，就仿佛是没有自主意识的僵尸一般。

## 案例

①垃圾郵件寄送人網站　②垃圾郵件寄送人　③垃圾電郵發送軟體　④感染的電腦　⑤病毒或木馬　⑥郵件伺服器　⑦使用者　⑧網站訪問流

殭屍電腦廣泛用於傳發垃圾電郵，在2005年，估計有50至80%的垃圾電郵是由殭屍電腦傳送。這樣發垃圾電郵的人就可以逃避偵查，甚至可以減少通讯費用，因為用的是「殭屍電腦擁有人」的流量，「殭屍電腦的擁有人」才要付款。这种垃圾電郵也极大促进了木马的傳播，因为木马不能借助自我复制傳播，只能借助垃圾電郵傳播，但是蠕虫却可以由其他方式傳播。
同理，僵尸主机可用作点击欺诈，就是点击那些按点击次数付费的网络广告。其他則被用來充作釣魚或者錢騾招募網站的宿主。
僵尸主机可以用来进行分布式拒绝服务攻击，就是同时利用大量计算机有组织地冲击目标网站。大量互联网用户同时向网站伺服器发出请求，以使网站崩溃，阻止正常用户访问。有一个变种称为分布式服务恶化，是对网站的温和反复冲击，由僵尸主机脉冲式进行，目的是使受害网站变慢而非崩溃。这种策略之所以有效，是因为集中的冲击可以迅速检测、应对，但脉冲式冲击所产生的网站速度减慢能数月甚至数年不被发现。
较为著名的攻击有2003年针对SPEWS服务的攻击，和2006年对蓝蛙（Blue Frog）服务的攻击。2000年，一些著名的网站（雅虎、易趣等等）受到加拿大的一个青少年MafiaBoy使用分布式拒绝服务攻击而停摆。而在另一起針對grc.com的攻擊案例中，根據Gibson Research網站鑑定，該攻擊做案者大概是一位來自美國威斯康辛州基諾沙的13歲少年。Gibson Research網站的史蒂夫·吉布森分離出一個用來殭屍化電腦的「機器人」，隨後追蹤到其散播者。在吉布森的書面研究紀錄裡，他描述了「機器人」控制的IRC如何運作此僵尸網路。

## 外部連結
- （英文）IronPort 研究顯示 80% 垃圾郵件是透過殭屍電腦寄送的 （页面存档备份，存于），最近存取日2006年6月28日測試
- （英文）機器人網路營運控制一百五十萬個人電腦
- （英文）About.com: 您的個人電腦是否殭屍化了呢？ （页面存档备份，存于）
- （英文）網頁代理殭屍網路入侵分析 （页面存档备份，存于）
- （英文）殭屍電腦外觀如何，以及要付出哪些代價才能修正的詳細說明 （页面存档备份，存于）
- （英文）以殭屍電腦為目的的垃圾郵件其相關之資料與圖表
- （英文）Zombie networks, comment spam, and referer (sic) spam （页面存档备份，存于） - 講述長篇式與引用式垃圾郵件如何被殭屍電腦使用。
- （简体中文）了解你的敵人 （页面存档备份，存于）
- （繁體中文）網釣偵測與防禦──實用的詐欺防範解決方案[永久]，Tod Beradsley著，最近存取日2007年10月28日